# Copa Pernambuco de Futebol de 2019
A Copa Pernambuco de 2019 foi a a 19ª edição desta competição pernambucana de futebol organizada pela Federação Pernambucana de Futebol.
O torneio serviu como preparação para o Campeonato Pernambucano de Futebol de 2020 - Série A e geralmente o número de participantes não proporciona uma competição mais longa, e diferente de outras copas estaduais como a Copa Paulista de Futebol, em que o campeão da competição tem o direito de escolher entre a vaga no Campeonato Brasileiro - Série D ou na Copa do Brasil do ano seguinte e o vice campeão fica com a vaga restante, a competição foi vista como um torneio amistoso e não contara com premiação.

## Formato e Regulamento

### Regulamento
A Copa Pernambuco de 2019 foi disputada por 10 clubes, com jogos de 5 de outubro a 6 de dezembro. O regulamento foi semelhante ao da última temporada, com uma fase classificatória e uma fase eliminatória até a decisão.
Pela fórmula definida após conselho arbitral, em 26 de setembro, o torneio teve dois grupos de 5 clubes cada, os clubes jogos entre si dentro do seu grupo em turno único (cada equipe fez duas partidas em casa e duas foras). Ao fim da primeira fase, passaram os dois melhores de cada grupo, com semifinal e final em ida e volta. Ao todo, o campeão fez 8 partidas..

### Formato
- Primeira fase: (fase de grupos): 10 clubes distribuídos em dois grupos (jogos somente de ida, passam os 2 melhores de cada grupo).
- Segunda Fase: (semifinal): 4 clubes distribuídos em dois grupo de dois clubes (jogos de ida e volta, passam os 2 melhores).
- Terceira fase: (final): em um grupo de dois clubes, de onde sairá o campeão.

## Critérios de Desempate
Na 1ª Fase sempre que duas ou mais equipes estiverem em igualdade de pontos,  os critérios de desempates devem ser aplicados na seguinte ordem:
1. Número de vitórias
2. Saldo de gols
3. Gols marcados
4. Número de cartões vermelhos
5. Número de cartões amarelos
6. Sorteio público

Na 2ª e 3ª fase, sempre que as duas equipe estiverem em igualdade do pontos aplica-se os seguintes critérios:
1. Saldo de gols;
2. Tiros de ponto penal, conforme as Regras do Jogo de Futebol.

## Equipes Participantes
| Equipe                                     | Cidade                   | Estádio (Mando)       | Capacidade | Títulos (Último) |
| ------------------------------------------ | ------------------------ | --------------------- | ---------- | ---------------- |
| Clube Atlético Pernambucano                | Carpina                  | Paulo Petribu         | 3.500      | 0 (não possui)   |
| Associação Desportiva Cabense              | Cabo de Santo Agostinho  | Gileno de Carli       | 2.000      | 0 (não possui)   |
| Ferroviário Esporte Clube do Cabo          | Cabo de Santo Agostinho  | Gileno de Carli       | 2.000      | 0 (não possui)   |
| Íbis Sport Club                            | Paulista                 | Grito da República    | 10.700     | 0 (não possui)   |
| Clube Náutico Capibaribe                   | Recife                   | C.T. Wilson Campos    | —          | 1 (em 2011)      |
| Pesqueira Futebol Clube                    | Pesqueira                | Joaquim de Brito      | 2.200      | 0 (não possui)   |
| Retrô Futebol Clube Brasil                 | Camaragibe               | C.T. do Retrô         | —          | 0 (não possui)   |
| Santa Cruz Futebol Clube                   | Recife                   | C.T. Ninho das Cobras | —          | 4 (em 2012)      |
| Vera Cruz Futebol Clube                    | Vitória de Santo Antão   | C.T. do Retrô         | —          | 0 (não possui)   |
| Sociedade Esportiva Ypiranga Futebol Clube | Santa Cruz do Capibaribe | Limeirão              | 3.200      | 1 (em 1994)      |

## Primeira Fase

### Confrontos
Para ler a tabela, a linha horizontal representa os jogos da equipe como mandante. A coluna vertical indica os jogos da equipe como visitante.
| Vitória do mandante | Vitória do visitante | Empate |

Em vermelho os jogos da próxima rodada;
Em negrito os jogos "clássicos".
 Para ler a tabela, a linha horizontal representa os jogos da equipe como mandante. A coluna vertical indica os jogos da equipe como visitante.
| Vitória do mandante | Vitória do visitante | Empate |

Em vermelho os jogos da próxima rodada;
Em negrito os jogos "clássicos".

## Desempenho por Rodada
Clubes que lideraram o campeonato ao final de cada rodada:
| Grupo A | Grupo A | Grupo A | Grupo A | Grupo A | Grupo A |
| ------- | ------- | ------- | ------- | ------- | ------- |
| 1       | 2       | 3       | 4       | 5       |         |
| PES     | PES     | PES     | PES     | SCZ     |         |
| Grupo B |         |         |         |         |         |
| 1       | 2       | 3       | 4       | 5       |         |
| VCR     | IBI     | NAU     | NAU     | NAU     |         |

Clubes que ficaram em último lugar ao final de cada rodada no campeonato:
| 1       | 2   | 3   | 4   | 5   |
| CAB     |     |     |     |     |
| Grupo B |     |     |     |     |
| 1       | 2   | 3   | 4   | 5   |
| FCA     | RET | VCR | RET | FCA |

## Fase Final
* Em itálico, os times que possuem o mando de campo no primeiro jogo do confronto e em negrito os times classificados.
|  | Semifinais 25 e 28 de novembro | Semifinais 25 e 28 de novembro | Semifinais 25 e 28 de novembro | Semifinais 25 e 28 de novembro |   |            | Final 2 e 6 de dezembro | Final 2 e 6 de dezembro | Final 2 e 6 de dezembro | Final 2 e 6 de dezembro |
|  |                                |                                |                                |                                |   |            |                         |                         |                         |                         |
|  | Santa Cruz                     | 3                              | 4                              | 7                              |   |            |                         |                         |                         |                         |
|  | Íbis                           | 0                              | 1                              | 1                              |   |            |                         |                         |                         |                         |
|  | Íbis                           | 0                              | 1                              | 1                              |   | Santa Cruz | 1                       | 2                       | 3                       |                         |
|  |                                |                                |                                |                                |   | Santa Cruz | 1                       | 2                       | 3                       |                         |
|  |                                | Náutico                        | 1                              | 1                              | 2 |            |                         |                         |                         |                         |
|  | Náutico                        | Náutico                        | 1                              | 1                              | 2 | 0          | 2                       | 2                       |                         |                         |
|  | Náutico                        |                                |                                |                                |   | 0          | 2                       | 2                       |                         |                         |
|  | Pesqueira                      | 1                              | 0                              | 1                              |   |            |                         |                         |                         |                         |

## Premiação
| Copa Pernambuco de Futebol de 2019 |
| Recife                             |
| ---------------------------------- |
| Santa Cruz Campeão (5º título)     |

| Vice Campeão: | Terceiro Colocado: | Quarto Colocado: | Artilheiro:                  |
| ------------- | ------------------ | ---------------- | ---------------------------- |
| Náutico       | Pesqueira          | Íbis             | Leozinho (Santa Cruz) 7 gols |

## Classificação Geral
| Pos | Times                 | Pts | J | V | E | D | GP | GC | SG  | %    | Classificação ou Eliminação |
| --- | --------------------- | --- | - | - | - | - | -- | -- | --- | ---- | --------------------------- |
| 1   | Santa Cruz            | 18  | 8 | 5 | 3 | 0 | 22 | 6  | +16 | 75,0 | Campeão e Finalista         |
| 2   | Náutico               | 12  | 8 | 3 | 3 | 2 | 12 | 6  | +6  | 50,0 | Vice-campeão e Finalista    |
| 3   | Pesqueira             | 11  | 6 | 3 | 2 | 1 | 8  | 4  | +4  | 61,1 | Eliminados na semifinal     |
| 4   | Íbis                  | 7   | 6 | 2 | 1 | 3 | 6  | 11 | –5  | 38,9 | Eliminados na semifinal     |
| 5   | Ypiranga-PE           | 8   | 4 | 2 | 2 | 0 | 7  | 4  | +3  | 66,7 | Eliminados na primeira fase |
| 6   | Retrô                 | 4   | 4 | 1 | 1 | 2 | 6  | 7  | –1  | 33,3 | Eliminados na primeira fase |
| 7   | Vera Cruz             | 4   | 4 | 1 | 1 | 2 | 7  | 9  | –2  | 33,3 | Eliminados na primeira fase |
| 8   | Ferroviário do Cabo   | 4   | 4 | 1 | 1 | 2 | 4  | 8  | –4  | 33,3 | Eliminados na primeira fase |
| 9   | Atlético Pernambucano | 3   | 4 | 1 | 0 | 3 | 3  | 8  | –5  | 25,0 | Eliminados na primeira fase |
| 10  | Cabense               | 0   | 4 | 0 | 0 | 4 | 2  | 14 | –12 | 0,0  | Eliminados na primeira fase |

## Ver Também
- Campeonato Pernambucano de Futebol de 2019 - Série A1
- Campeonato Pernambucano de Futebol de 2019 - Série A2
- Copa do Nordeste de Futebol de 2019
- Futebol do Nordeste do Brasil